# Jovtneve (Novîi Buh), Novîi Buh
Jovtneve (în ucraineană Жовтневе) este un sat în orașul raional Novîi Buh din regiunea Mîkolaiiv, Ucraina.

## Demografie
Componența lingvistică a localității Jovtneve
     Ucraineană (91,78%)
     Rusă (7,18%)
     Alte limbi (0,98%)
Conform recensământului din 2001, majoritatea populației localității Jovtneve era vorbitoare de ucraineană (91,78%), existând în minoritate și vorbitori de rusă (7,18%).